# Capitophorus mitegoni
Capitophorus mitegoni är en insektsart. Capitophorus mitegoni ingår i släktet Capitophorus och familjen långrörsbladlöss. Inga underarter finns listade i Catalogue of Life.